# Dongen (gemeente)

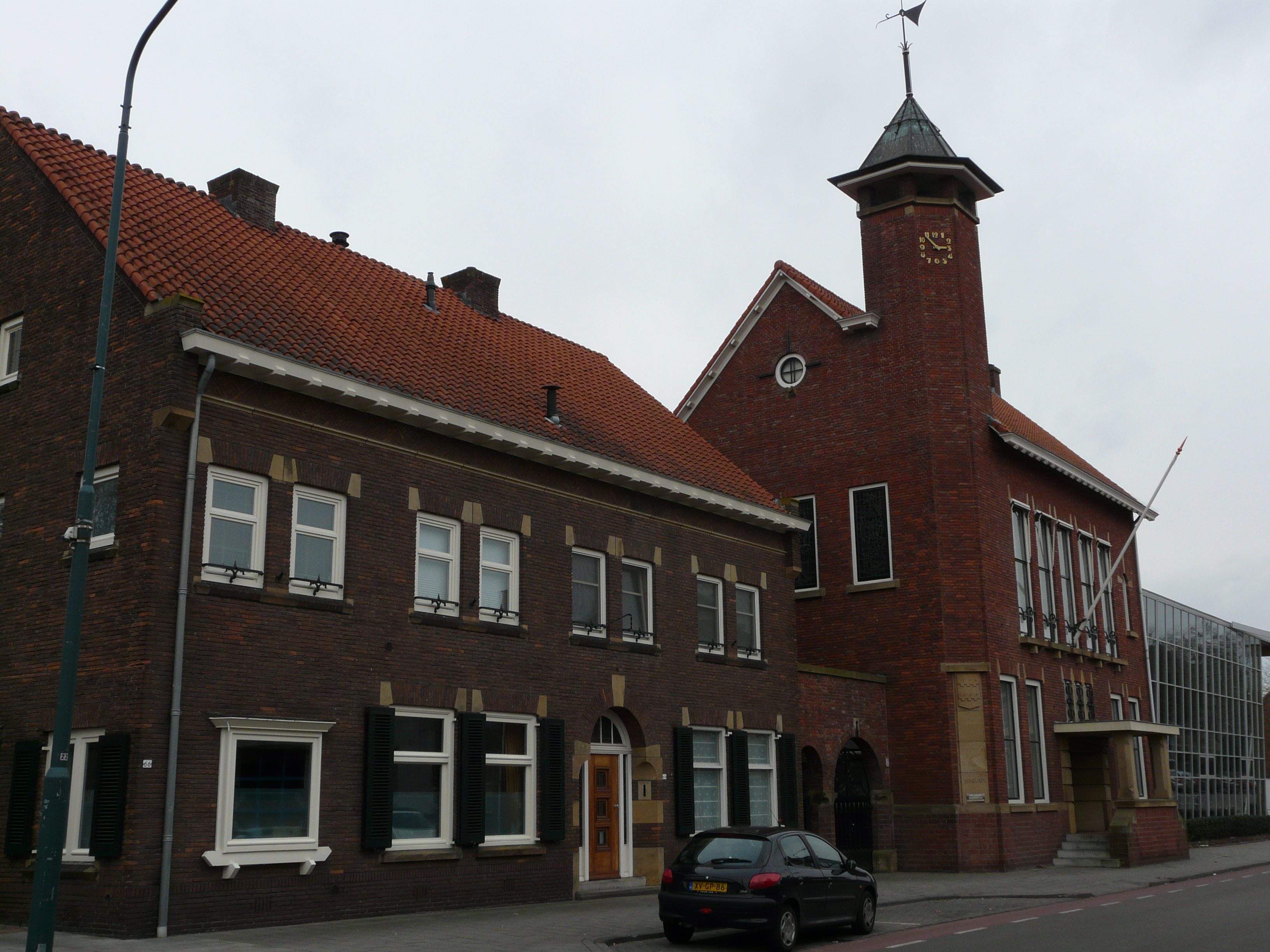
Gemeentehuis van Dongen

Dongen (uitspraakⓘ) is een gemeente in de Nederlandse provincie Noord-Brabant. De gemeente telt 27.095 inwoners (22 november 2024, bron: CBS) en heeft een oppervlakte van 29,73 km² (waarvan 0,38 km² water).
Dongen is een middelgrote gemeente in Midden-Brabant, langs de rivier de Donge met de hoofdplaats Dongen en de kernen 's Gravenmoer, Dongense Vaart en 's-Gravenmoerse Vaart, alsmede Klein-Dongen. De huidige gemeente is ontstaan op 1 januari 1997 door een samengaan van de voormalige gemeenten Dongen en 's Gravenmoer.
De gemeente ligt op fietsafstand van de Efteling, de Loonse en Drunense Duinen, Safaripark Beekse Bergen en de steden Oosterhout, Tilburg en Breda.

## Topografie
Topografisch kaartbeeld van de gemeente Dongen, september 2022

## Gemeenteraad
De gemeenteraad van Dongen bestaat uit 21 zetels. Hieronder staat de samenstelling sinds 1998:
| Partij                       | 1998 | 2002 | 2006 | 2010   | 2014   | 2018   | 2022   |
| ---------------------------- | ---- | ---- | ---- | ------ | ------ | ------ | ------ |
| Volkspartij Dongen           | 7    | 7    | 5    | 4      | 9      | 7      | 7      |
| CDA                          | 4    | 5    | 4    | 4      | 4 (5)  | 3      | 6      |
| SP                           | 3    | 4    | 4    | 4      | -      | -      | -      |
| PvdA                         | 2    | 3    | 4    | 2      | 3      | 3      | -      |
| VVD                          | 2    | 2    | 2    | 4      | 2 (3)  | 3      | 2      |
| Democratisch Podium          | -    | -    | 2    | 3      | 1      | -      | -      |
| D66                          | -    | -    | -    | -      | -      | 3      | 4      |
| De Ouderenpartij voor Dongen | -    | -    | -    | -      | -      | 2      | 2      |
| Overige                      | 1    | -    | -    | -      | 2 (0)  | -      | -      |
| Totaal                       | 19   | 21   | 21   | 21     | 21     | 21     | 21     |
| Opkomst                      |      |      |      | 51,98% | 49,01% | 50,52% | 44,89% |

De SP maakte tot maart 2011 deel uit van het college van burgemeester en wethouders. Door diverse oorzaken bleven alle vier raadszetels onbezet, waarna de SP-wethouder zich terugtrok uit het college. De gemeenteraad van Dongen bestond tot aan de verkiezingen van 2014 uit 17 leden in plaats van de wettelijke 21.
Na 31 januari 2014 bestond het college van b&w nog maar uit het Democratisch Podium en de VVD, nadat zij het CDA uit de coalitie hebben gezet. Dit minderheidscollege bleef aan tot de verkiezingen van 2014.
Op 8 november 2015 besloot de VVD-fractie om fractielid Mieke Breugelmans uit de fractie te zetten, waarna Breugelmans haar eigen lijst oprichtte. Vanaf 8 november kent de gemeenteraad van Dongen zes fracties.
Op 16 januari besloot de CDA-fractie Rob Huijben uit de fractie te zetten. Hij richtte PRO Dongen op, waarmee hij tot aan de verkiezingen van 2018 in de raad bleef. De raad kende op dat moment zeven fracties.
Aan de verkiezingen van 2018 deden zeven partijen mee. De VPD, CDA, PvdA en VVD deden weer mee, nieuwkomers waren D66, de Ouderenpartij voor Dongen en PRO Dongen. Alle partijen behalve PRO Dongen wisten een zetel te behalen.

## Scholen
Middelbare School: Cambreur College, waar het overgrote deel van de Dongense jeugd naar school gaat. 'Cammeleur' en 'cambreur' betekenen feitelijk hetzelfde: de cambreur was het deel van de zool van een schoen, dat voor extra stevigheid zorgde. Cambreur College is onderdeel van Scholengemeenschap Kwadrant, waar ook het Hanze College uit Oosterhout deel van uitmaakt.
Basisscholen:
- Dongen:
  - J.J. Anspachschool
  - Achterberg
  - De Vlinderboom
  - OBS De Westerkim
  - Heilig Hartschool
  - RKBS St. Jan
  - OBS De Biezenkring
- Dongen-Vaart:
  - St. Agnes
- 's Gravenmoer
  - OBS De Springplank
  - PCB De Wegwijzer

## Vervoer
Dongen is bereikbaar vanaf de A27. Doordat Tilburg zich steeds verder richting het noordwesten heeft ontwikkeld rijdt veel verkeer vanaf deze stad via Dongen richting de A27 bij Oosterhout. Dit maakt dat de provinciale wegen N629 (Oosterhout-Dongen) en N632 (Dongen-Tilburg) opgewaardeerd worden tot een regionale hoofdroute. Het Wilhelminakanaal verbindt Dongen met Tilburg en Oosterhout via het water.
Er rijdt een Bravodirect bus van Etten-Leur via Breda naar Tilburg (lijn 371), een buurtbus van Rijen naar Waalwijk (lijn 206) en een schoolbus van Dongen naar Andel (lijn 683). De vervoerder is Arriva.

## Aangrenzende gemeenten
| Aangrenzende gemeenten | Aangrenzende gemeenten | Aangrenzende gemeenten | Aangrenzende gemeenten | Aangrenzende gemeenten |
| ---------------------- | ---------------------- | ---------------------- | ---------------------- | ---------------------- |
| Geertruidenberg        |                        | Waalwijk               |                        |                        |
|                        |                        |                        |                        |                        |
| Oosterhout             | Loon op Zand           |                        |                        |                        |
|                        |                        |                        |                        |                        |
|                        |                        | Gilze en Rijen         |                        | Tilburg                |

## Monumenten
In de gemeente zijn er een aantal rijksmonumenten en oorlogsmonumenten, zie:
- Lijst van rijksmonumenten in Dongen (gemeente)
- Lijst van oorlogsmonumenten in Dongen

## Kunst in de openbare ruimte
In de gemeente Dongen zijn diverse beelden, sculpturen en objecten geplaatst in de openbare ruimte, zie:
- Lijst van beelden in Dongen